# Vývod (genealogie)

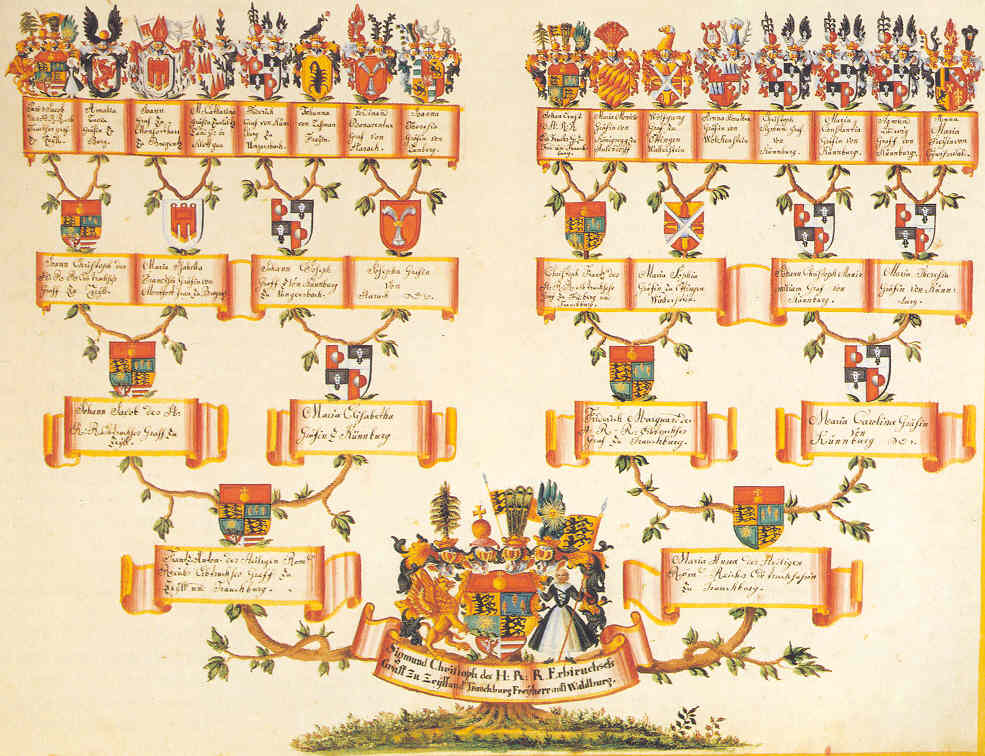
Vývod Zikmunda Kryštofa von Waldburg-Zeil-Trauchburg

Vývod je nejpoužívanější forma genealogické tabulky, respektive způsob genealogického bádání. Zahrnuje všechny předky výchozí osoby (střena), tj. její rodiče, prarodiče, rodiče prarodičů a tak dále.

## Charakteristika
Při vytváření vývodu se postupuje zpět do minulosti po všech jeho liniích, a to jak mužských (po meči), tak i ženských (po přeslici). Vývod bývá v současnosti často zobrazován v podobě stromu, kdy je výchozí osoba umístěna v jeho kořenech a její předci se od ní rozvíjejí do koruny.

## Dostupnost údajů

### V České republice
V případě, že byly ve farnostech, kde je vývod zpracováván, pečlivě vedeny matriční knihy, je možné ho vypracovat do 17. století. Pokud jsou k dispozici další archivní zdroje, je možné některé linie dovést ještě hlouběji do minulosti. Pravděpodobnost úspěchu bádání závisí především na existenci a dostupnosti archivních fondů.

## Vývod podle generací
- Čtyři generace – vývod z osmi předků
- Pět generací – vývod ze 16 předků
- Šest generací – vývod ze 32 předků
- Sedm generací – vývod ze 64 předků
- Osm generací – vývod ze 128 předků

Počet předků roste s počtem generací geometrickou řadou, v níž se v každé další generaci zdvojnásobuje počet rodičů té předchozí. Rostoucí počet předků nutně vede k tomu, že jsou někteří z nich ve vývodu obsaženi několikrát, což na druhou stranu počet jednotlivých předků snižuje. Tomuto jevu se říká ztráta předků.